# Miriam Argüello
Miriam Argüello Morales (ur. 22 lutego 1927 w Granadzie, zm. 9 lutego 2019 w Managui) – nikaraguańska prawniczka polityczka. Pierwsza kobieta wybrana na przewodniczącą Zgromadzenia Narodowego Nikaragui (w latach 1990–1991) oraz członkini izby przez 22 lata.

## Życiorys

### Młodość, edukacja i kariera zawodowa
Argüello urodziła się 22 lutego 1927 w Granadzie. W wieku 17 lat rozpoczęła działalność polityczną i aktywistyczną. Ukończyła szkołę średnią Nuestra Señora de Guadalupe oraz studia prawnicze na Universidad Centroamericana.

### Działalność polityczna
Poprzez działalność w Alianza Popular Conservadora dołączyła do Unión Nacional Opositora i była częścią sukcesu wyborczego Violetty Chamorro w wyborach generalnych w 1990 roku. W kwietniu 1990 roku została przewodniczącą w administracji Chamorro, która objęła urząd prezydentki Nikaragui oraz szefowej rządu kraju po wygranych wyborach generalnych. Chamorro została pierwszą kobietą na stanowisku prezydenta kraju Ameryki Łacińskiej. Była jedną z głównych autorek nowej konstytucji uchwalonej w 1995 roku.
Bez powodzenia ubiegała się o prezydenturę kraju w trakcie wyborów generalnych w 1996 roku z ramienia Alianza Popular Conservadora. Była jedyną kobietą spośród 24 kandydatów na urząd prezydenta.
Do 2007 roku przewodniczyła Partii Konserwatywnej, do której dołączyła w 1958 roku. Po odejściu z partii dołączyła do rządzącego Sandinistowskiego Frontu Wyzwolenia Narodowego. Opuściła partię w 2012, kiedy opowiedziała się przeciwko poparciu Daniela Ortegi w walce o reelekcję w wyborach prezydenckich w 2011 roku.
W latach 2007–2012 była przewodniczącą parlamentarnego komitetu ds. przejrzystości rządowej. Była członkinią parlamentu kraju w latach 1974–1979, 1990–1997 oraz 2007–2012.

### Pozostała działalność
Była wielokrotnie aresztowana oraz internowana za swoją działalność polityczną i protesty przeciwko różnym rządom w kraju na przestrzeni lat.

### Życie prywatne i śmierć
Zmarła w lutym 2019 na kilka dni przed swoimi 92 urodzinami w swoim rodzinnym domu w Managui. 8 lutego jej trumna została wystawiona w siedzibie Zgromadzenia Narodowego, gdzie hołd oddali jej m.in. parlamentarzyści i pracownicy parlamentu.